# Iglesia de Santa María del Amor Divino (Roma)
La iglesia de Santa Maria del Amor Divino (del italiano Chiesa di Santa Maria del Divino Amore) es un lugar de culto católico en Roma, en el distrito de Campo Marzio, ubicado en el callejón del Divino Amore. Hasta principios del siglo XIX estuvo bajo la advocación de Santa Cecilia y San Blas (San Biagio en italiano). La iglesia también es conocida como la Madonna del Divino Amore in Campo Marzio.

## Historia y descripción
El nombre de Santa Cecilia se remonta a una doble y errónea tradición según la cual la iglesia se construyó sobre la casa de la Santa de Trastevere, o según la cual en el sótano de la iglesia se reunía a orar. De hecho, el documento más antiguo que hace referencia a esta iglesia es un cipo (pequeño pilar o pedestal) de mármol, hallado en el siglo XVII bajo el altar, que lleva la siguiente inscripción: Hec est domus in qua orabat Sancta Cecilia MCXXXI consacravit (Esta es la casa donde santa Cecilia oraba ; consagrado en 1131).
En 1575 la iglesia fue confiada al cuidado de la Compañía de colchoneros (materassari), que añadió al antiguo título el de San Blas (Biagio), protector de la compañía. Bajo el pontificado de Benedicto XIII, la iglesia fue completamente reconstruida según un diseño de Filippo Raguzzini (1729).
En 1802 Pío VII la encomendó a la Cofradía del Divino Amor (Archicofradía del Santísimo Sacramento y de la Virgen del Divino Amor), que tiene allí su sede y de donde deriva el nombre de la calle y de la iglesia.
De la iglesia medieval se ha conservado el campanario, que data del siglo XII.
La fachada de la iglesia tiene dos plantas. La inferior tiene cuatro pilastras con triglifos en lugar de capiteles. Las pilastras sostienen un entablamento, cuyo friso lleva la inscripción DEIPARAE VIRGINI DIVINI AMORIS DICATVM. El piso superior tiene molduras y la fachada está coronada por un frontón rectangular con ventana redonda. El fresco de Antonio Bicchierai sobre el portal de la iglesia desapareció hace mucho tiempo. 
El interior de una sola nave con bóveda de cañón está decorado por Filippo Prosperi. En el techo de la iglesia, se ven los santos Cecilia y Blas venerando a la Virgen y el Niño. En las paredes laterales, Prosperi pintó las cuatro virtudes: la Razón, la Justicia, el Coraje y la Moderación.  La pintura del altar mayor es la Madonna del Divino Amore, obra de Vincenzo Camuccini. El altar del lado derecho está decorado con San Blas de Sigismondo Rosa curando a un niño, mientras que el altar lateral izquierdo tiene a las santas Cecilia y Valeriana coronadas por un ángel de Placido Costanzi.
En la sacristía de la iglesia se conserva un fresco del siglo XV que representa la boda de Santa Cecilia y Valeriana. El hermano de Valerian, Tiburtius, y el Papa Urbano I también están en el fresco. En la antecámara de la sacristía, el visitante puede contemplar un busto que representa al Papa Benedicto XIII.

## Galería
|                       |
| Fachada de la iglesia |

|                     |
| Campanario medieval |

|                        |
| Interior y altar mayor |

|                         |
| Detalle del altar mayor |